# Santa Maria de Codó
Santa Maria de Codó és una muntanya de 526 metres que es troba al municipi de Terrades, a la comarca catalana de l'Alt Empordà.
Al cim podem trobar-hi un vèrtex geodèsic (referència 305081001).
Aquest cim està inclòs al llistat dels 100 cims de la FEEC